# Onofre Adrover Fullana
Onofre Adrover Fullana (Manacor, 1880 - Alcúdia 1972) fou un polític mallorquí membre del partit Esquerra Republicana d'Alcúdia.

## Esquerra Republicana d'Alcúdia
L'assemblea constituent del nou partit Esquerra Republicana Balear (ERB) de dia 8 d'abril de 1934, fusió d'Acció Republicana i Partit Radical Socialista Independent procedia a elegir els càrrecs electius. Dia 2 de juliol de 1934, Francesc Gelabert Truyol i Sebastià Salort Rosselló presenten un ofici per crear la filial Esquerra Republicana Balear a la ciutat d'Alcúdia, quedant constituïda dia 11 de juliol de 1934.

La primera junta directiva estava conformada per Nicolau Cifre Truyol (president), Miquel Reynés Alemany (vicepresident), Sebastià Salort Rosselló (secretari), Bartomeu Adrover Brotat (sotssecretari), Francesc Gelabert Truyol (tresorer) i els vocals Joan Company Oller, Llorenç Cladera Cifre, Josep Llabrés García, Bartomeu Mestre Vila.
Bartomeu Mestre Vila seria elegit batle d'Alcúdia dia 9 de maç de 1936. A l'equip de govern del nou batle seria elegit secretari Rafel Moragues Vila i secretari dipositari Onofre Adrover Fullana (pare de Bartomeu Adrover Brotat, vocal de la primera junta directiva d'Esquerra Republicana d'Alcúdia).

## La repressió de 1936 a Alcúdia
Dia 19 de juliol de 1936 va ser detingut Antoni Maria Ques Ventayol i quedava dissolta la societat d’Esquerra Republicana d'Alcúdia. El batle Bartomeu Mestre Vila quedava a disposició de disposició del tinent de carabiners. Dia 21 de juliol era nomenat batle Magí Marquès Estrany.
Uns dies més tard, els directius d’Esquerra Republicana d’Alcúdia sofreixen la repressió i són empresonats: Nicolau Cifre Truyol, Miquel Reynés Alemany, Martí Ferrer Martí, Onofre Adrover Fullana, Antoni Morell Vera, Pere Guaita Moll, Francesc Gelabert Rotger, Llorenç Cladera Cifre, Sebastià Vives Rotger i Joan Martí Reynés.
A més de les anteriors víctimes de la repressió, cal destacar l'evidència de la creació d'un camp de concentració a Alcúdia, al Cap Gros, entre el Mal Pas i el santuari de la Victòria.

## El procés contra Onofre Adrover Fullana
Onofre Adrover Fullana va ser detingut i traslladat a punt de pistola a la presó de la ciutat d'Inca (Mallorca). Si bé havia estat condemnat a ser afusellat, aconsegueix l'indult gràcies a la intervenció d'un metge d'Inca. És desterrat de la ciutat i passa a viure a la finca de la seva esposa Sa Mata Grossa de Campanet (Indult del Tribunal Regional de Responsabilidades Políticas de Palma de Mallorca, número 75/00267, 1940).
Al Boletín Oficial del Estado de dia 13 de gener de 1940 es publica que, d'acord amb la Llei de 9 de febrer de 1939,"el condenado Onofre Adrover Fullana, por haber satisfecho totalmente la sanción como única, que le fue impuesta por sentencia de este Tribunal Regional de Responsabilidades Políticas, declarada firme por auto de 21 de diciembre de 1939, ha recobrado la libre disposición de sus bienes, quedando, no obstante, sujeto a inhabilitación absoluta por cinco años de todo cargo o empleo que tuviera o pudiera obtener del Estado, provincia o municipio, o
empresas de cualquier orden en que éstos tuvieran intervención o
los subvencionasen, o de asociaciones y corporaciones oficiales y establecimientos de crédito y entidades que exploten servicios públicos".

## Llocs webs relacionats
- Buscarcombatientes.es
- Els Fideus Republicans
- Oliver París, M.A; (2024); Cens de persones encausades a judicis sumaríssims 36-40; Associació Memòria de Mallorca
- Sanllorente Barragán, F; (2005); La persecución económica de los derrotados. El tribunal de responsabilidades políticas de Baleares (1939-1942); Revista d'Estudis Històrics, ISSN:0212-7458, ISBN 84-7967-107-6